# أساطير يهودية
الأساطير اليهودية هي العنصر السردي للقصص المُقدسة التقليدية تساعد على التفسير وترمز إلى الثقافة اليهودية والدين اليهودي، بينما يتكون الفلكلور اليهودي من الروايات الشعبية والأساطير الموجودة في الثقافة اليهودية. هناك القليل جدًا من الفولكلور الشعبي الذي يتميز عن أدب الآقداة. ومع ذلك، بقيت الأساطير والفلكلور الشعبي وانتشرا بين الشعب اليهودي في كل عصور تاريخه. أثّرت الأساطير اليهودية بشكل عميق في الميثولوجيا المسيحية والإسلامية، وأيضًا على الثقافة العالمية عمومًا. ورثت الأساطير المسيحية بشكل مباشر العديد من الروايات من الشعب اليهودي، وتشاركت معها في روايات العهد القديم. تشترك الأساطير الإسلامية واليهودية بالعديد من القصص، مثل أسطورة الخلق، وأسطورة إبراهيم، وقصص موسى، وبني إسرائيل، والكثير غيرها.

## التناخ
التناخ (الكتاب المقدس اليهودي) هو النصوص التأسيسية اليهودية، ويحتوي على كل المعلومات اليهودية المقدسة منذ الخلق إلى الاستقلال وضياع السيادة، بما في ذلك التدخل المباشر للرب، وطقوسه، وقوانينه، ومتطلبات الطقوس، والمعجزات الموجودة في التوراة، وقيمة التاريخ الكبير والجلي للشعب الإسرائيلي الذي تتبع تواريخ اثنتي عشرة قبيلة إسرائيلية حتى آدم وحواء. في حين أن الغالبية العظمى من الأساطير العالمية حدثت قبل بداية تدوين التاريخ للمجتمعات، فإن الجزء الأكبر من التناخ هو سجل مكتوب مزعوم من التاريخ اليهودي، مع جزء صغير فقط مخصص للفترة ما قبل التاريخ اليهودي. لا يحتوي التناخ فقط على كمية مهمة وعظيمة من المعلومات التي يمكن أن يقال عنها إنها «روايات مقدسة بالمفهوم الذي يمكن من خلاله أن تساهم في أنظمة الفكر والقيم، وأن يعلق الناس أهمية دينية وروحية عليه»، بل يحتوي أيضًا على كمية كبيرة من المعرفة ذات القيمة العملية في التطبيق الصارم مثل قوانين البناء، وتعليمات عن النظافة والنظام الغذائي، والمالية، ومعايير القياس، وغيرها ]على سبيل المثال سِفر التكوين من النص 21:1-23:19. سِفر اللاويين 6:1-7؛ فصول 11-5؛ 17:10-16؛ 18:1-20:27؛ فصل 25؛ فصل 2. أرقام فصل 30. سِفر التثنية فصول 14-5 و17 و19-25. 1 صموئيل 30:18-25. كتاب الأمثال. سِفر حزقيال 45:1-17. سِفر ملاخي 2:13-16[. في الواقع، ما يُعتبر روحيًا للمجتمع الحديث هو المعتقد اليهودي الكابالا، الذي لم يصبح واضحًا وظاهرًا حتى فترة الميشنيك، ولم يصل إلى ذروة القبول كجزء من النظام الديني ككل حتى العصور الوسطى.
وحتى لو قُبِل أكبر تفسير للأساطير والفلكلور الشعبي، وطبيعة التقاليد اليهودية، أو المينهاجيم الذي من شأنه أن يشكل «كيانًا قابلًا للنقل» يصعب وصوله إلى فترة التناخ.
الثقافة المادية لليهودية مكلفة من نظامها العام أو الهالاخاه التي تتضمن المزوزا كأحدث مثال لها، والتيفيلين كأكثر أمثلتها شيوعًا، لا يمكن أن تُعتبر «تحفًا فولكلورية» مع كل المصنعة من قِبل الكتبة المؤهلين.
تقريبًا لا «ثقافة» يمكن أن تتبع من المجتمعات اليهودية المتدينة الجديدة للتناخ. كما لوحظ أن المفاضلة واسعة حتى داخل المجتمعات الأرثودوكسية يهودية حريدية ما يؤكد عدم وجود «ثقافة مشتركة» على الرغم من القواسم المشتركة لقول توره بين قادته مثل حركة أجيودث الإسرائيلية العالمية.
مع أن سلوك اليهود المتدينين مشتق من التناخ، فلا يمكن ممارسة الكثير من الطقوس التي تُعتبر من الفلكلور بسبب عدم توفر المكان المخصص لذلك، وهو معبد القدس. استُبدلت بهذه الطقوس طقوسٌ أخرى عقلانية تحمل تشابهًا قليلًا لكي تقبل أشكالًا من الفولكلور أو الأساطير في المجتمعات الأخرى.

## الموضوعات والقصص

### رواية الخلق

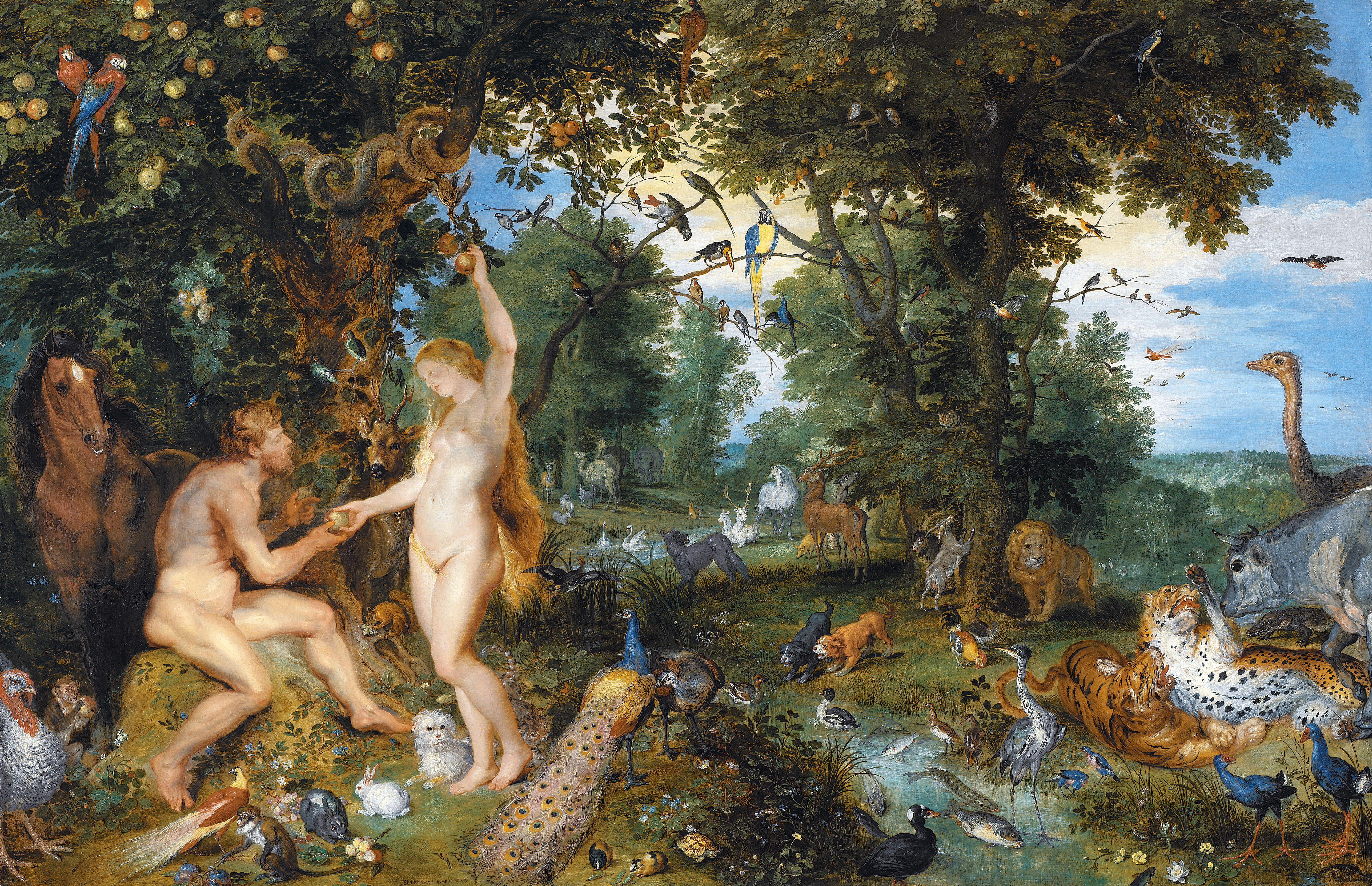
جنة عدن وهبوط الإنسان بريشة بيتر بول روبنس. رسم توضيحي لخلق الله

هناك قصتان للخلق موجودتان في أول فصلين من سفر التكوين. في الأولى، يخلق إلوهيم (الكلمة العبرية لوصف الله) السماوات والأرض في ستة أيام، ثم يرتاح في اليوم السابع ويباركه ويقدسه. في القصة الثانية، يخلق الله -الذي يُشار إليه الآن باسم يهوه- آدم، الإنسان الأول، من التراب وينفخ فيه نسمة الحياة ويضعه في جنة عدن، حيث يُمنح السيادة على الحيوانات. ثم يخلق حواء، المرأة الأولى، من آدم ويجعلها رفيقته. يخلق الله بأمر منطوق ويسمي عناصر العالم حين يخلقها.
سِفر التكوين 1: 1–2: 3 أسبوع الخلق:
- اليوم الأول: خلق الله النور وهذا أول أمر إلهي (ليكن نور). وفصل النور عن الظلمة فسمى «النهار» و«الليل».
- اليوم الثاني: خلق الله الجلد وهذا ثاني أمر (ليكن جلد) ليفصل بين المياه التي تحت الجلد والمياه التي فوق الجلد. سمى الجلد «السماء».
- اليوم الثالث: أمر الله المياه التي تحت السماء أن تجتمع في مكان واحد وأن تُظهر اليابسة. سمى «الأرض» و«البحر»، وأمر الأرض أن تنتج عشبًا وبقلًا وأشجار ثمر.
- اليوم الرابع: خلق الله الأنوار أي الشمس والقمر في جلد السماء ليفصل النور عن الظلمة وتكون علامات للأيام والفصول والسنين.
- اليوم الخامس: أمر الله البحار أن «تفيض بزَحّافاتٍ حية» وأن تطير الطيور في جلد السماء، أي خلق الطيور ومخلوقات البحر وأمرها بالتكاثر.
- اليوم السادس: أمر الله اليابسة أن تخرج مخلوقات حية (الأمر السابع)، أي خلق البهائم والوحوش والدابات. ثم خلق الإنسان ذكرًا وأنثى على صورته وشبهه (الأمر الثامن). وقال لهم «أثمروا وأكثروا واملأوا الأرض وأخضعوها وتسلطوا على سمك البحر وعلى طير السماء وعلى كل حيوان يدب على الأرض».
- اليوم السابع: بعد إكمال خلق السماوات والأرض «فرغ الله من عمله الذي عمل فاستراح في اليوم السابع من جميع عمله الذي عمل. وبارك الله اليوم السابع وقدسه لأنه فيه استراح من جميع عمله الذي عمل».

في القصة الثانية (تكوين 2: 4–2: 25) يختلف الترتيب؛ في البدء، خلق الله الإنسان، ثم جنة عدن وأنبت فيها الأشجار المثمرة، وبعدها الكائنات الحية، وأخيرًا المرأة الأولى.

### «القتال الأسطوري»

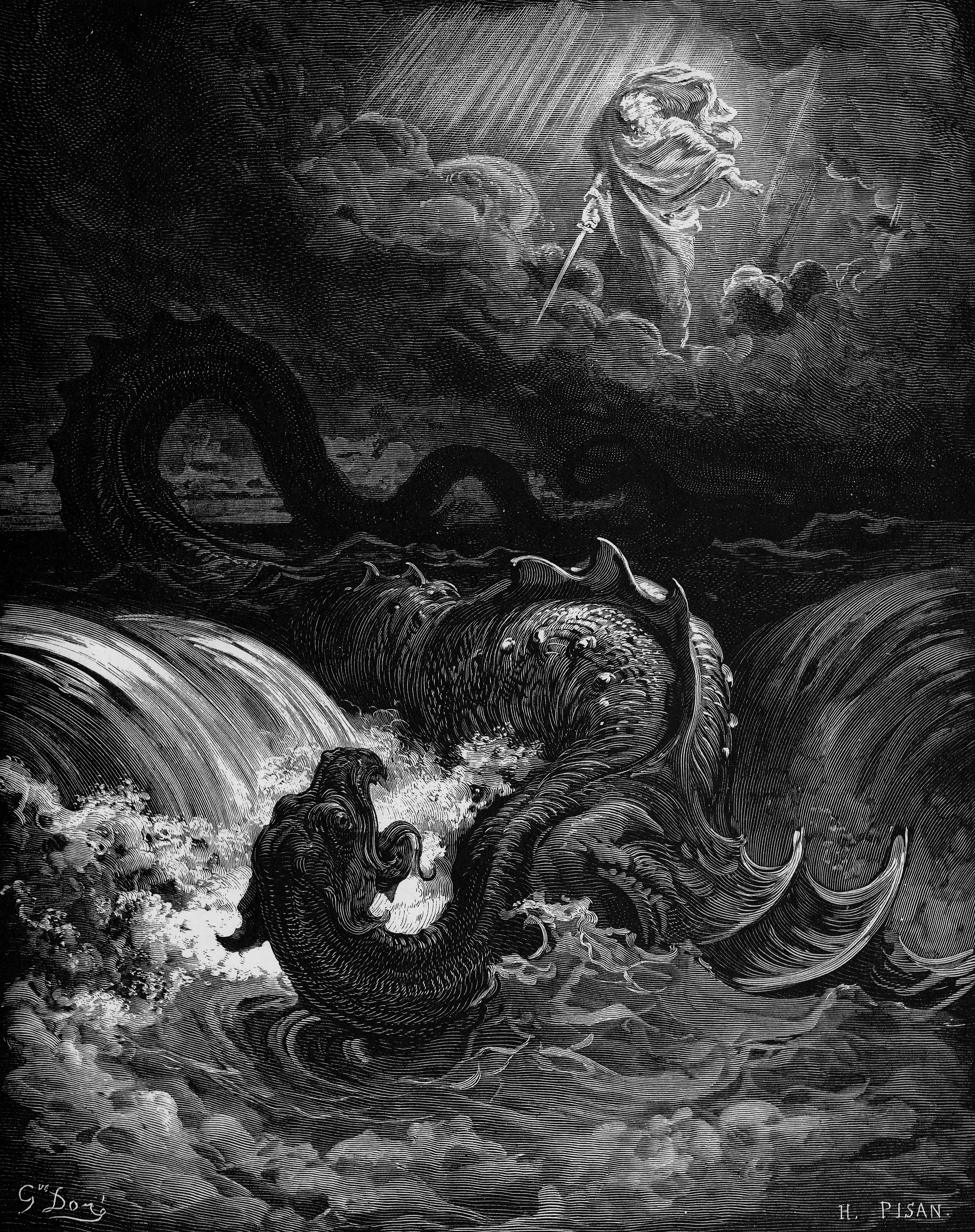
تدمير لوياثان، لوحة لغوستاف دوريه، 1865. يذكر الكتاب المقدس العبري هذا الوحش البحري الأسطوري ست مرات.

كان لدى العديد من العبرانيين «حرب أسطورية» حول الإله الصالح الذي يحارب شيطان الفوضى. أحد الأمثلة على هذه الأساطير هو أسطورة الخلق البابلية إنوما إليش. وهناك مثال أقل شهرة هو أسطورة لابو المجزأة. وفقًا للمؤرخ برنارد مكغين، فإن أسطورة القتال أثرت في الأساطير اليهودية. تمتلك أسطورة انتصار الله على لوياثان، رمز قوى الفوضى التي سبقت الخلق، شكلَ حرب أسطورية. بالإضافة إلى ذلك، يعتقد مكغين أن العبرانيين طبقوا فكرة القتال الأسطوري على العلاقة بين الله والشيطان (ساتان). ففي الأصل، الشيطان نائب في محكمة الله، خُصص ليمثل «متهم» البشرية (ساتان تعني «المعارضة» - بالعبرية: שָּׂטָן ساتان، تعني «العدو»)، وتطورت فكرة الشيطان تدريجيًا ليمثل «مملكة مستقلة واضحة من الأفعال كمصدر للشر»؛ لم يعد الشيطان نائب الله بل صار خصمه في صراع كوني.
يظهر سِفر الخروج أيضًا تأثير القتال الأسطوري بين الله والوحش. يعتقد مكغين أن «أغنية البحر»، التي غناها العبرانيون بعد رؤية الجيش المصري يغرق في البحر الأحمر بأمر الله، تتضمن «زخارف ولغة من ذلك القتال الأسطوري المستخدمة للتشديد على أهمية الحدث التأسيسي في الهوية الدينية لإسرائيل: عبور البحر الأحمر والنجاة من فرعون». وبالمثل، يلاحظ أرمسترونغ التشابه بين الأساطير الوثنية التي «قسمت فيها الآلهة البحر إلى النصف عندما خلقوا العالم» وقصة الخروج من مصر، التي قسم فيها موسى بحر القصب (البحر الأحمر)؛ «رغم أن ما يتمحور حوله الخلق في سِفر الخروج ليس كونًا بل شعبًا». وعلى أي حال، فإن فكرة الله بصفته «المحارب الإلهي» الذي يقاتل من أجل إسرائيل واضح في أغنية البحر (سِفر الخروج 15). يتكرر هذا الزخم في الشعر في كامل الكتاب المقدس العبري (1 صموئيل 2؛ زكريا 9: 11-16؛ 14: 3-8).
يعتقد بعض علماء الأساطير المقارنة أن الأساطير اليهودية تشرّبت بعض العناصر من الأساطير الوثنية. وفقًا لهؤلاء العلماء، امتص اليهود عن طيب خاطر عناصر الأساطير الوثنية حتى في أثناء مقاومتهم تلك العبادة.

### أسطورة الأصل

#### آدم وحواء
وفقًأ لروايات الخلق في سفر التكوين، كان آدم وحواء أول رجل وامرأة خُلقا. تسرد الفصول الخمسة الأولى من سِفر التكوين في الكتاب المقدس العبري روايتين للخلق من منظورين مختلفين. في الرواية الأولى، يخلق الله آدم وحواء (على الرغم من عدم الإشارة إليهما بالاسم) معًا على صورة الله ويعطيهما تعليمات مشتركة للتكاثر والسيادة على كل شيء آخر صنعه الله. أما في الثانية، يبعث الله آدم من التراب ويُسكنه في جنة عدن حيث يسود على النباتات والحيوانات. ويخلق الله شجرة محرمة في الجنة ويمنع آدم من الاقتراب منها والأكل من ثمارها. ثم يخلق حواء لاحقًا من إحدى أضلاع آدم لتكون رفيقةً له.

#### جنات عدن

لوحة طرد آدم وحواء من الجنة بريشة بنجامين ويست.

تبرز قصة الكتاب المقدس لجنة عدن في الإصحاحين الثاني والثالث من سفر التكوين ، وأيضًا في سفر حزقيال، حيث يُصور آدم وحواء وهما يتجولان في جنة عدن عاريين بسبب براءتهما. كان الإنسان حرًا في أن يأكل من أي شجرة في الحديقة، لكنه مُنع من الأكل من شجرة معرفة الخير والشر. وأخيرًا، خلق الرب المرأة (حواء) من ضلع الرجل لتكون رفيقة للرجل. ومع ذلك، أغوى الثعبان حواء وتحايل عليها في أن تأكل فاكهة من الشجرة المحرمة. بعد حواء، عصى آدم الله وكسر وصيته وأكل من الفاكهة المحرمة. لعن الله الثعبان والأرض فقط. ثم بعث لآدم وحواء بملك ليخبرهما بما ستكون عليه عواقب خطيئتهما المتمثلة في عصيان الله. طرد الله الإنسان (آدم وحواء) من جنة عدن ليمنعه من الأكل من شجرة الحياة، والتي تمكّنه من أن يعيش إلى الأبد. إلى الشرق من الجنة وُضع الكاروبيم، «ولهيب سيف متقلب لحراسة طريق شجرة الحياة». (سِفر التكوين 3: 24)
تستخدم قصة جنة عدن اللاهوتية موضوعات أسطورية لتفسير التقدم البشري من حالة البراءة والنعيم إلى الحالة البشرية الحالية لمعرفة الخطيئة والبؤس والموت.
يشير جوزيف كامبل إلى أن الشجرة المحرمة في جنة عدن هي مثال على فكرة «تحظى بشعبية كبيرة في القصص الخيالية، والمعروفة لدى طلاب الفلكلور باسم الشيء المحظور». للحصول على مثال آخر عن الشيء المحظور، راجع الحكاية الصربية «رأس من الفولاذ»، وفيها يُحظر على البطل فتح باب معين ولكنه يفعل ذلك على أي حال، ومن ثم يطلق سراح الشر. راجع أيضًا القصة الكلاسيكية «صندوق باندورا» في الميثولوجيا الإغريقية.

### سدوم وعمورة

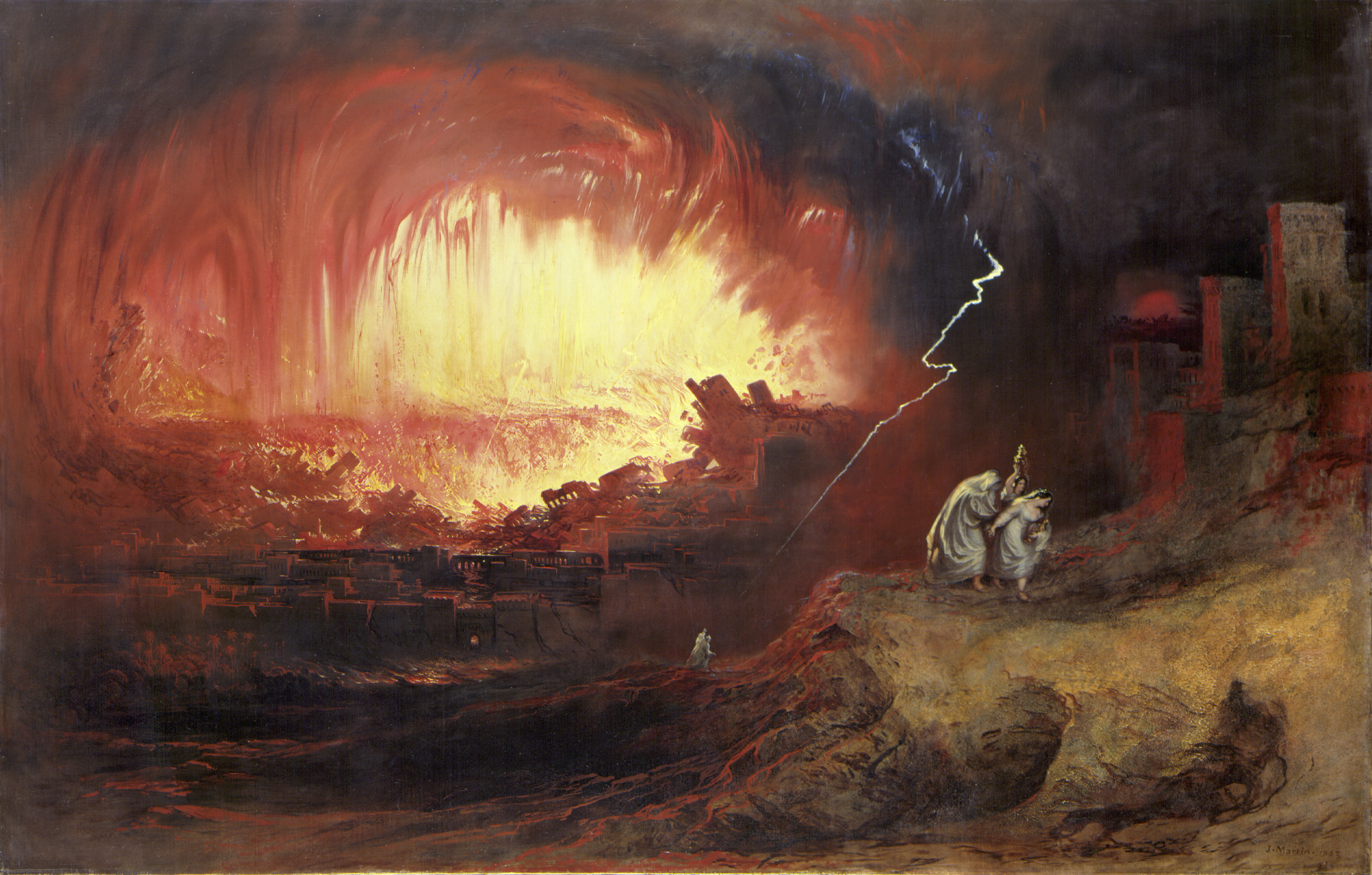
هلاك سدوم وعمورة.

وفقًا لما جاء في سِفر التكوين 18-19 حول قصة سدوم وعمورة، يُروى مجيء ثلاثة رجال إلى إبراهيم في سهول ممرا. بعد أن استقبل الملائكة ضيافة إبراهيم وزوجته سارة، كشف «الرب» لإبراهيم أنه سيؤكد له ما سمعه ضد قوم سدوم وعمورة، «ولأن خطيئتهم فادحة للغاية». في هذا الوقت، «كان رجال سدوم أشرارًا وخطاة أمام الرب كثيرًا». كان الملك بيرا (بالعبرية: ברע) يحكم سدوم آنذاك، بينما كان الملك بيرشا يحكم عمورة.
ردًا على ذلك، استفسر إبراهيم من الرب هل سيُبقي المدينة إذا وجد فيها 50 شخصًا صالحًا، فوافق الرب على أنه لن يدمرها إن وجد خمسين شخصًا بارًا يسكن فيها. ثم شرع إبراهيم يسأل عن رحمة الله لأجل عدد أقل (45 أولًا، ثم 40، ثم 30، ثم 20، وأخيرًا 10)، مع موافقة الرب في كل مرة. أُرسل اثنان من الملائكة إلى سدوم للتحقيق وقابلهما ابن أخت إبراهيم النبي لوط، الذي أقنع الملائكة بالإقامة في بيته بعد إلحاح شديد، واغتسلا وأكلا. قبل أن يضطجعا، أحاط رجال المدينة ببيت لوط وطلبوا منه إخراج الضيوف إليهم حتى يتمكنوا من «التعرف عليهم» (سِفر التكوين 19: 4-5). رفض لوط منح ضيوفه لسكان سدوم وقال لا تفعلوا شرًا يا إخوتي، هوذا لي «ابنتان لم تعرفا رجلًا»، «أخرجهما إليكم فافعلوا بهما كما يحسن في عيونكم». ومع ذلك، رفضوا هذا العرض، واشتكوا من هذا الأجنبي، أي لوط، ثم اقتربوا لكسر الباب. فمد الرجلان أيديهما وأدخلا لوطا إليهما إلى البيت وإغلقا الباب. واما الرجال الذين على باب البيت فضرباهم بالعمى من الصغير إلى الكبير فعجزوا عن أن يجدوا الباب. أبلغا لوط بمهمتهم لإهلاك المدينة. ثم لم يجدوا حتى 10 أشخاص صالحين في المدينة، فأمروا لوط بجمع عائلته والمغادرة. عندما هربوا، أمر ملاك واحد لوط «ألا ينظر خلفه». ومع ذلك، عندما كان ينزل العذاب من الرب نارًا وكبريتًا على المدينة، نظرت امرأة لوط من وراءه إلى المدينة، فنزل عليها العذاب وأصبحت عمودًا من الملح.
أصبحت سدوم وعمورة في الديانات الإبراهيمية مرادفة للخطيئة غير المحبذة، ويُعد سقوطهما مظهرًا من أمثلة القصاص الإلهي.

### أسطورة الطوفان

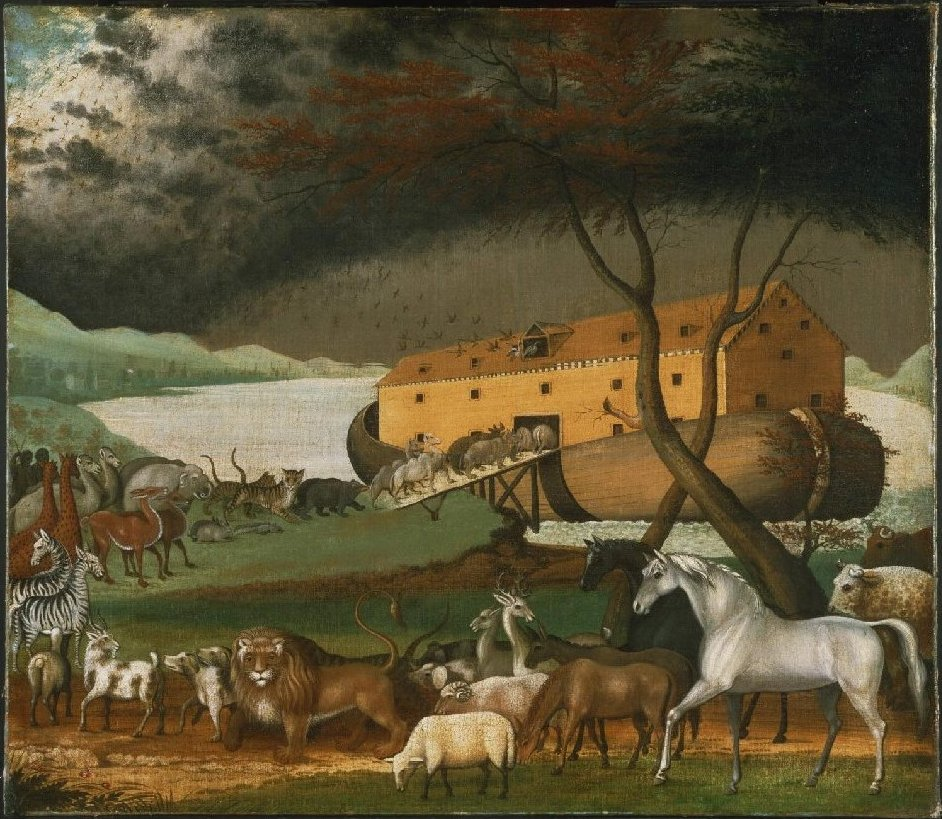
سفينة نوح، لوحة للرسام إدوارد هيكس، 1846. متحف فيلادلفيا للفنون

غالبًا ما تتشابه قصة الطوفان في سِفر التكوين مع حكايات الطوفان القديمة من ثقافات أخرى في جميع أنحاء العالم. تُعد أسطورة الطوفان البابلي الموجودة في ملحمة جلجامش واحدة من أقرب القصص المقاربة. في قصة طوفان الكتاب المقدس العبري (سِفر التكوين 6: 5-22)، قرر الرب إغراق الأرض لعظمة ذنوب الإنسان، واستثنى من ذلك نوحًا لأنه كان رجلًا بارًا كاملًا في أجياله، وطلب الرب من النبي نوح بناء فُلْك عظيم. عندما انتهى نوح من الفلك، جمع عائلته وزوجين من جميع الحيوانات في الأرض لدخول الفلك. أتى الفيضان وتعاظمت المياه وغطت الحضارة. بعد 40 يومًا، أرسل نوح غرابًا للتحقق مما إذا كانت المياه قد هدأت، ثم حمامة. بعد الخروج من القارب، قدم نوح تضحية إلى الله، «فتنسّم الله رائحة الرضا»، ووعد بعدم تدمير الأرض بالطوفان مرة أخرى؛ وجعل قوس قزح رمزًا لهذا الوعد. وبالمثل، في ملحمة بلاد ما بين النهرين في جلجامش، يزعج صخب البشرية الآلهة، الذين يقررون إرسال طوفان. تحكي القصة أن رجلًا يُدعى أوتنابيشتيم يبني قاربًا ويأخذ عائلته وحيواناته في الداخل، بتحذير من أحد الآلهة، الإله «إيا». بعد الفيضان، يرسل أوتنابيشتيم حمامة، ثم طائر سنونو، ثم غرابًا للتحقق مما إذا كانت المياه قد هدأت. بعد الخروج من القارب، يقدم تضحية للآلهة «الذين يتنسمون رائحة الرضا» ويتوبون عن اختيارهم لإرسال الطوفان.
آخر أساطير الطوفان القديمة هي الأسطورة الهندية للإله ماتسيا السمكة. وفقًا لهذه الأسطورة، يأخذ الإله فيشنو شكل سمكة ويحذر أبو البشر مانو من الطوفان القادم. أخبر مانو أن يضع كل مخلوقات الأرض في قارب. على عكس الفيضانات الإنجيلية وبلاد ما بين النهرين، فإن هذا الفيضان ليس حدثًا فريدًا ناتجًا عن اختيار إلهي؛ بدلًا من ذلك، إنه واحد من أساليب تدمير الكون وإعادة خلقه الذين يحدثان على فترات منتظمة في الأساطير الهندوسية.